# 5-(4-咪唑)戊胺
5-(4-咪唑)戊胺是一种含氮有机化合物，分子式C
8H
15N
3，可作为抗組織胺藥。